# La Comtesse blanche
Pour plus de détails, voir Fiche technique et Distribution.
La Comtesse blanche (The White Countess) est un film dramatique américano-britannico-chinois réalisé par James Ivory, sorti en 2004. Le film met en vedette Ralph Fiennes et Natasha Richardson.
En France, le film ne sortira en DVD qu'en 2007, peut-être[évasif] à cause de la mort du producteur du film, Ismail Merchant. 

## Synopsis
Dans le Shanghai des années 1930 et ses soirées dans les clubs, avec en arrière-plan l’invasion imminente des Japonais, les relations entre un diplomate anglais ayant perdu la vue et une comtesse russe blanche survivant entre petits boulots et prostitution pour soutenir financièrement les membres de sa belle-famille.

## Fiche technique
- Titre original : The White Countess
- Titre français : La Comtesse blanche
- Réalisation : James Ivory
- Scénario : Kazuo Ishiguro
- Musique : Richard Robbins
- Photographie : Christopher Doyle, Yiu-Fai Lai
- Décors : Andrew Sanders
- Montage : John David Allen
- Casting : James Calleri
- Effets spéciaux : Thomas Kittle
- Production : Ismail Merchant, Kai Wong
- Sociétés de production : Merchant Ivory Productions, Mikado, Shanghai Film Studio
- Société de distribution : Sony Pictures Classics, Global Cinema Group
- Pays d'origine :  États-Unis,  Royaume-Uni,  Chine
- Langue originale : anglais
- Genre : Drame
- Durée :  130 minutes
- Date de sortie : 30 octobre 2005 : Festival du film de Savannah
- Dates de sortie DVD :  Royaume-Uni : 31 mars 2006 ,  France : 6 février 2007

## Distribution
- Ralph Fiennes : Todd Jackson

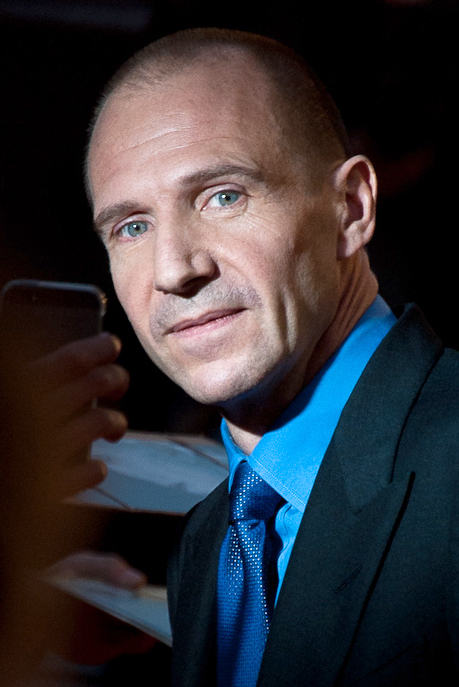
Ralph Fiennes, 2013.

- Natasha Richardson : Sofia Belinsky
- Vanessa Redgrave : Sarah
- Lynn Redgrave : Olga
- John Wood : Oncle Peter
- Madeleine Potter : Greshenka
- Allan Corduner : Samuel
- Hiroyuki Sanada (VF : Joël Zaffarano) : Matsuda
- Madeleine Cooper : Katya Belinsky
- Lee Pace : Crane
- Kyle Rothstein : Harlequin dansant
- Luoyong Wang : Liu
- Tanguy Lequesne : le champion de poker
- Pierre Seznec : le chanteur du cabaret

## Tournage
Le film est tourné en Chine, dans un gigantesque studio en plein air non loin de Shanghai pendant la fête nationale chinoise.
L'écrivain britannique d'origine japonaise Kazuo Ishiguro, déjà auteur du roman qui inspira Les Vestiges du jour, écrit ici son deuxième scénario pour le cinéma (après The Saddest Music in the World de Guy Maddin) avec ce drame se déroulant dans la Chine des années 1930 et tourné en Chine même.
Il s'agit du dernier film d'Ismail Merchant. Producteur de la quasi-totalité des films de James Ivory, Ismail Merchant décède, âgé de 69 ans, le 25 mai 2005, lors de la post-production du film. À New York, en 1959, il avait rencontré James Ivory lors de la projection de son documentaire The Sword and the Flute. Ils sympathisèrent immédiatement et leur première collaboration se fera quatre ans plus tard avec The Householder (1963).